# Abingdon (Illinois)
Abingdon è un comune degli Stati Uniti d'America della Contea di Knox nello Stato dell'Illinois. Sita 80 km ad est di Peoria, fa parte della Galesburg Micropolitan Statistical Area. La città fu fondata nel 1828 e costruita nel 1857.
Nel 1890, 1 321 persone vivevano qui; nel 1900, 2 022 e nel 1910, 2 464 persone. La popolazione contava 3 612 abitanti al censimento del 2000.

## Geografia fisica
Secondo lo United States Census Bureau (l'Ufficio del Censimento statunitense), la città copre un'area totale di 3,8 km².

## Società

### Evoluzione demografica
Secondo il censimento del 2000, la città contava 3 612 persone, 1 422 nuclei famigliari e 984 famiglie residenti nella città. La densità di popolazione era di 2 475,1 persone per miglio quadrato (955,2/km²). C'erano 1 535 abitazioni per una densità media di 1 051,9/mi² (405,9/km²). La composizione etnica era del 98,12% di bianchi, dello 0,55% di afro-americani, dello 0,25% di nativi americani, dello 0,11% di asiatici, dello 0,17% di altre razze, e dello 0,80% di due o più razze. Gli ispanici e i latini comprandevano l'1,14% della popolazione.
C'erano 1 422 nuclei famigliari dei quali il 31,8% avevano bambini minori di 18 anni che vivevano con loro, il 54,1% erano coppie sposate che vivono insieme, il 10,8% erano donne senza marito presente, e il 30,8% erano non-famiglie. Il 26,2% dei nuclei famigliari erano costituiti da singoli, e il 14,5% erano persone di più di 65 anni che vivevano da sole. La dimensione media dei nuclei famigliari era di 2,50 e la dimensione della famiglia media era 2,99.
Nella città la popolazione è distribuita per il 25,8% sotto i 18 anni, il 7,9% dai 18 ai 24, 27,7% fra i 25 ei 44, il 22,6% dai 45 ai 64, e 16,0% oltre i 65 anni di età o più anziani. L'età media era di 38 anni. Per ogni 100 donne c'erano 90,2 maschi. Per ogni 100 femmine dai 18 anni in su, c'erano 87,3 maschi.
Il reddito di un nucleo famigliare era di 35642 $, e il reddito medio di una famiglia era di 40337 $. I maschi avevano un reddito medio di 31042 $ contro i 20343 $ per le femmine. Il reddito pro capite della città era di 15711 $. Circa il 6,2% delle famiglie e il 9,9% della popolazione era sotto la soglia di povertà, tra cui 11,1% erano persone sotto i 18 anni e il 13,5% persone di 65 anni d'età 65 o più.

## Scuole
Il quartiere scolastico di Abingdon comprende la Hedding Grade School, la Abingdon Middle School, e la Abingdon High School.